# 登打士街 (安大略省)

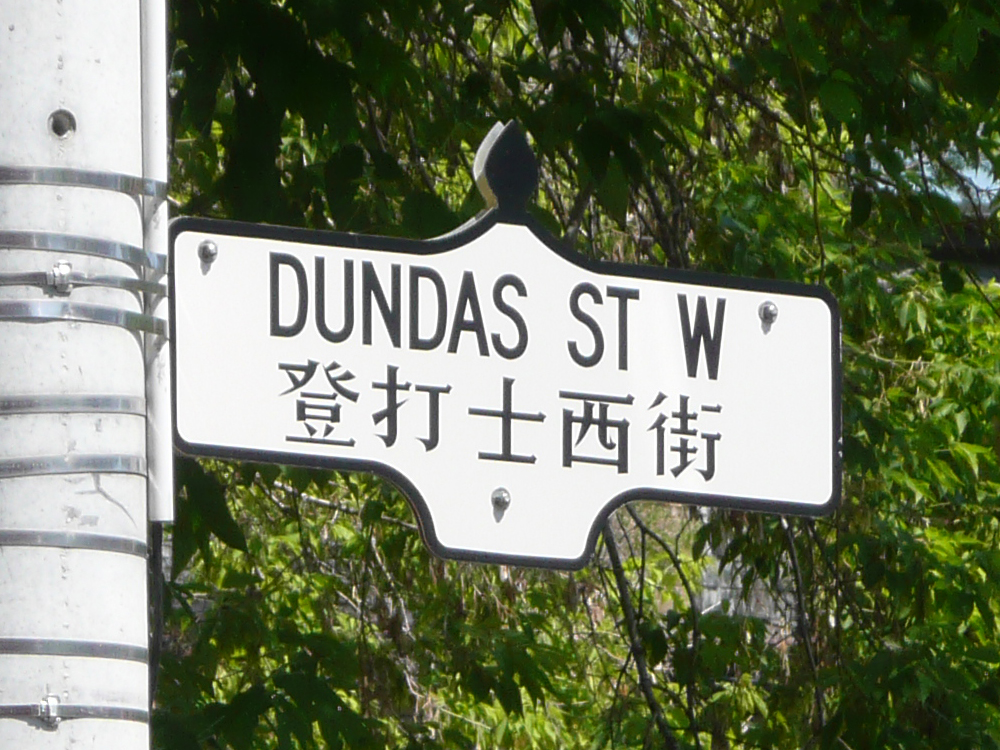
多倫多中區華埠登打士西街的英中雙語路牌

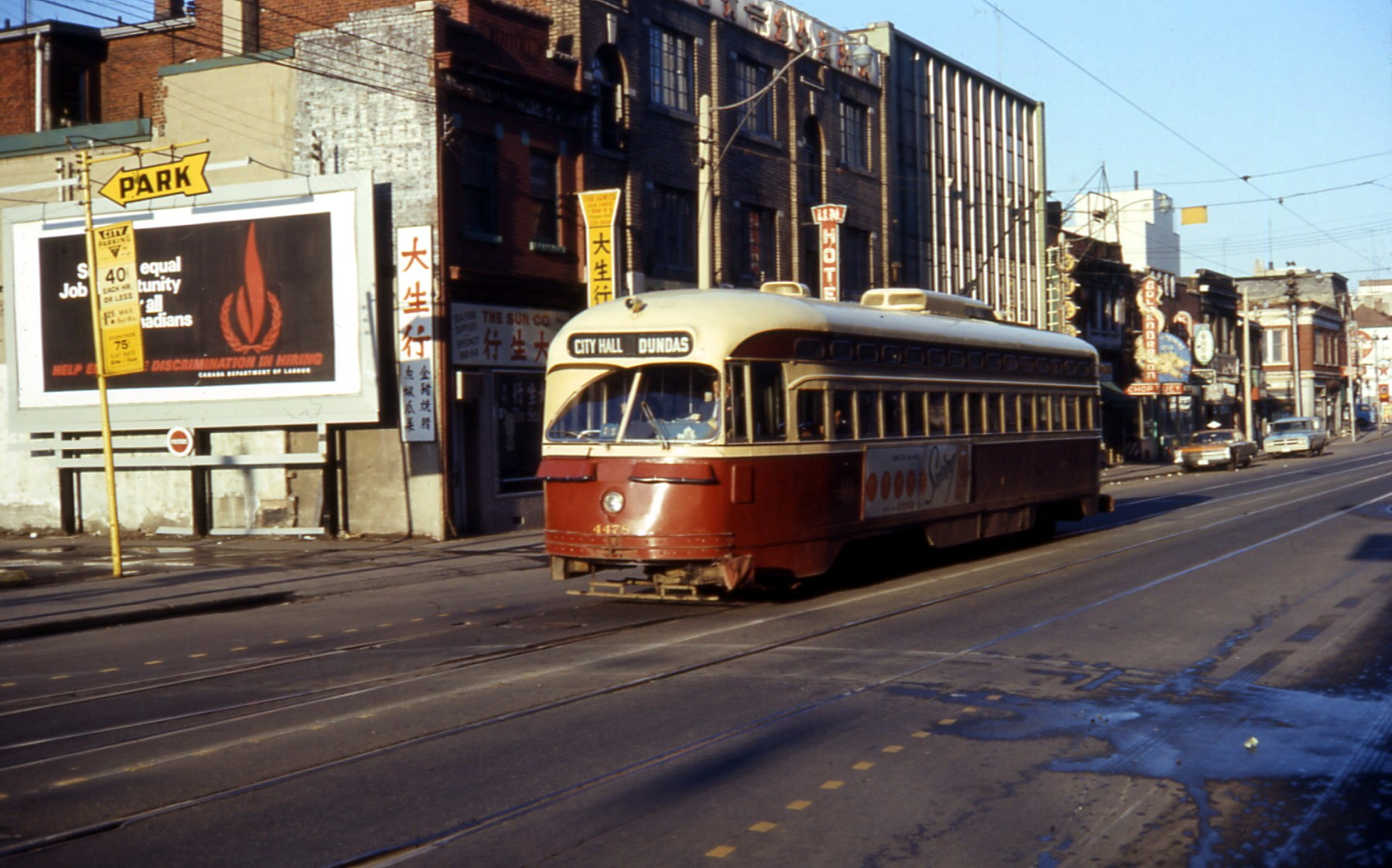
一輛路面電車駛經登打士西街與卑街的交界處；圖中可見舊中區華埠的中文招牌（攝於1968年）

登打士街，舊譯旦打街，是加拿大安大略省西南部一條主要街道，東起多倫多，西至倫敦，以第一代梅尔维尔子爵亨利·邓达斯（Henry Dundas, 1st Viscount Melville）命名。登打士街部分路段過往曾屬安大略省5號公路，但此省道資格已於1998年取消；現時登打士街位於荷頓區内的路段則隸屬荷頓區5號區道。
登打士街在多倫多市以內有東西之分：央街以西為登打士西街，以東則為登打士東街。登打士街與央街的交界處為多倫多伊頓中心、央-登打士廣場和多倫多都會大學（前稱懷雅遜大學）部分建築所在，而該處亦是市內最繁忙的十字路口之一。為了方便行人，市政府於2008年在此處設置多倫多首個全向十字路口系統。多倫多公車局旗下的503號路面電車線則駛經布魯亞街（Bloor Street）和百樂匯街（Broadview Avenue）之間的一段登打士街。
20世紀20年代起，多倫多舊中區華埠從皇后西街沿伊利沙伯街向北擴展至登打士西街，令登打士西街與卑街的交界處一帶成為舊中區華埠的一部分。然而，多倫多市政府在該世紀50至60年代在舊中區華埠的南部徵地以興建新市政廳和彌敦菲臘廣場；登打士西街沿線的華埠建築雖未受直接影響，但隨著物業東主陸續將業權售予發展商，舊中區華埠的大部分居民和商戶亦相繼遷離。當中不少居民和商戶向西遷往登打士西街與士巴丹拿道的交界處一帶，令該處發展成多倫多市中心的新中區華埠。

## 外部連結
- 维基共享资源上的相關多媒體資源：登打士街